# Spratellomorpha bianalis
Spratellomorpha bianalis és una espècie de peix pertanyent a la família dels clupeids i l'única del gènere Spratellomorpha.

## Descripció
- Pot arribar a fer 4,5 cm de llargària màxima.
- Cos una mica comprimit.
- 12-18 radis tous a l'aleta dorsal i 16-27 a l'anal.[3][4]

## Hàbitat
És un peix d'aigua salabrosa i marina, pelàgic-nerític i de clima tropical (0°-26°S, 37°E-50°E).

## Distribució geogràfica
Es troba a l'Índic occidental: Madagascar i Kenya.

## Observacions
És inofensiu per als humans.